# Diana Maffía
Diana Helena Maffía (Buenos Aires, 19 de septiembre de 1953) es una filósofa argentina. Doctora en filosofía (UBA). Docente de grado y posgrado en UBA y Universidades nacionales e internacionales. Investigadora del Instituto Interdisciplinario de Estudios de Género (UBA). Fundadora de la Red Argentina de Género, Ciencia y Tecnología (1994 al presente) y de la Asociación Argentina de Mujeres en Filosofía (1987-1991). Dirigió proyectos de investigación, tesis de doctorado y maestría.  Publicó varios libros y es autora de numerosos artículos. Se desempeñó como Defensora Adjunta del Pueblo (1998-2003) y como Diputada, ambas en CABA (2007-2011), siendo distinguida cada año con el premio “El Parlamentario” por su labor legislativa. Desde 2012 dirige el Observatorio de Género en la Justicia dependiente del Consejo de la Magistratura de CABA. Entre otros premios y menciones se destaca el Premio Dignidad, Asamblea Permanente por los Derechos Humanos (2001)  y Medalla del Bicentenario del Gobierno de la Ciudad (2010). En 2019 fue nombrada doctora "honoris causa" de la Universidad Nacional de Córdoba y en 2022, de la Universitat Jaume I de Castelló (España).

## Biografía
Fue la segunda de cuatro hermanos: Edgardo, Iris y Mónica.
Empezó la escuela primaria en un colegio de monjas mercedarias. En tercer grado pasó a la escuela Nicolás Avellaneda (en calle Talcahuano). Hizo la secundaria en el Normal 1 (en calle Córdoba).
En 1971 comenzó la carrera de Filosofía en la Universidad de Buenos Aires.
Después de recibirse entró en la Sociedad Argentina de Análisis Filosófico (SADAF).
En la década de 1980 se recibió como profesora de Filosofía en la Universidad de Buenos Aires (UBA).
A principios de los años 1980 se casó con Alberto Moretti, con quien tiene dos hijos: Celeste (1984) y Juan (1988).
En el año 2000 obtuvo el doctorado en Filosofía, por la misma universidad. Su tesis se tituló Género, subjetividad y conocimiento.

## Cargos públicos
Ha desempeñado diversos cargos públicos:
- 1998 a 2003: Defensora Adjunta del Pueblo de la Ciudad de Buenos Aires, en el área de Derechos Humanos y Equidad de Género. Trabajó allí por los derechos de las mujeres, niños, niñas y adolescentes, minorías sexuales, personas en situación de prostitución.[1]
- 2004-2008: Directora académica del Instituto de Formación Cultural y Política Hannah Arendt.[5]
- 2007-2011: Legisladora en la Legislatura de la Ciudad Autónoma de Buenos Aires, por el partido Coalición Cívica/ARI.[1] Presidió la Comisión de Mujer, Infancia, Adolescencia y Juventud, y también formó parte de las de Cultura; Salud, y Seguimientos de Organismos de Control.[1]
- 2012-2014 Miembro del Consejo Académico del Centro de Formación Judicial, del Consejo de la Magistratura de la Ciudad de Buenos Aires.
- 2012-actualidad  Directora del Observatorio de Género en la Justicia, del Consejo de la Magistratura de la Ciudad de Buenos Aires.
- Docente de Gnoseología en la Facultad de Filosofía y Letras de la Universidad de Buenos Aires.[1]
- Docente de Epistemología Feminista (en la maestría de Estudios de Género), en la Facultad de Humanidades y Artes de la Universidad de Rosario.[1]
- Investigadora del Instituto Interdisciplinario de Estudios de Género (de la Universidad de Buenos Aires).
- Presidenta de la Comisión de Mujer, Infancia, Adolescencia y Juventud, de la Legislatura de la Ciudad Autónoma de Buenos Aires.
- Directora de la investigación «Control, defensa y promoción de los derechos sexuales y reproductivos», financiada por la Fundación Ford.[6]

La legisladora por la Coalición Cívica, Diana Maffía, presentó un proyecto de ley que crea un plan para promover los derechos humanos de aquellas personas en situación de prostitución, en el ámbito de la Subsecretaria de Derechos Humanos del Gobierno de la Ciudad.
La posición de Maffía es crítica tanto el accionar del jefe de gobierno de la Ciudad de Buenos Aires, Mauricio Macri como el del gobierno nacional dirigido por la presidenta Cristina Fernández de Kirchner.
El 26 de mayo de 2012 participó en el encuentro «WikiGénero (visibilizando las brechas de género en Wikipedia)», que se llevó a cabo en el Centro Cultural Ricardo Rojas en Buenos Aires.
Se desempeña como directora académica del Instituto Hannah Arendt.
Maffía tiene a su cargo la clase «Conocimiento científico, práctico, místico, estético», y otra denominada «Los modos del contrato social».
Diana Maffía ha declarado en distintas oportunidades que es agnóstica.
El Premio Raquel Liberman, otorgado por la legislatura porteña como reconocimiento a quienes luchan por frenar la violencia de género, ha sido una iniciativa suya.
Maffía defiende la despenalización del aborto. Ha sido coautora del proyecto de muerte digna.
Como titular de la Comisión de Mujer, Infancia, Adolescencia y Juventud, fue la creadora de numerosos proyectos para el cuidado de niñas, niños y adolescentes.

## Premios y reconocimientos
- Premio Dignidad 2000, entregado por la Asamblea Permanente por los Derechos Humanos.[21]
- Premio Parlamentario 2008.[22]
- Premio Parlamentario 2009.[23]
- Premio Parlamentario 2010.[23]
- Premios SP: Mejor Legisladora No Oficialista 2011.[24]
- Premio Parlamentario 2011.[25][23]
- Medalla de reconocimiento de la legislatura porteña 2011.[26]
- Premio Konex - Diploma al Mérito 2016: Estudios de Género.[27]
- Doctora Honoris Causa de la Universidad de Córdoba, Argentina (2019).[28]
- Doctora Honoris Causa de la Universidad Nacional del Litoral, Argentina (2024).[29]

## Publicaciones

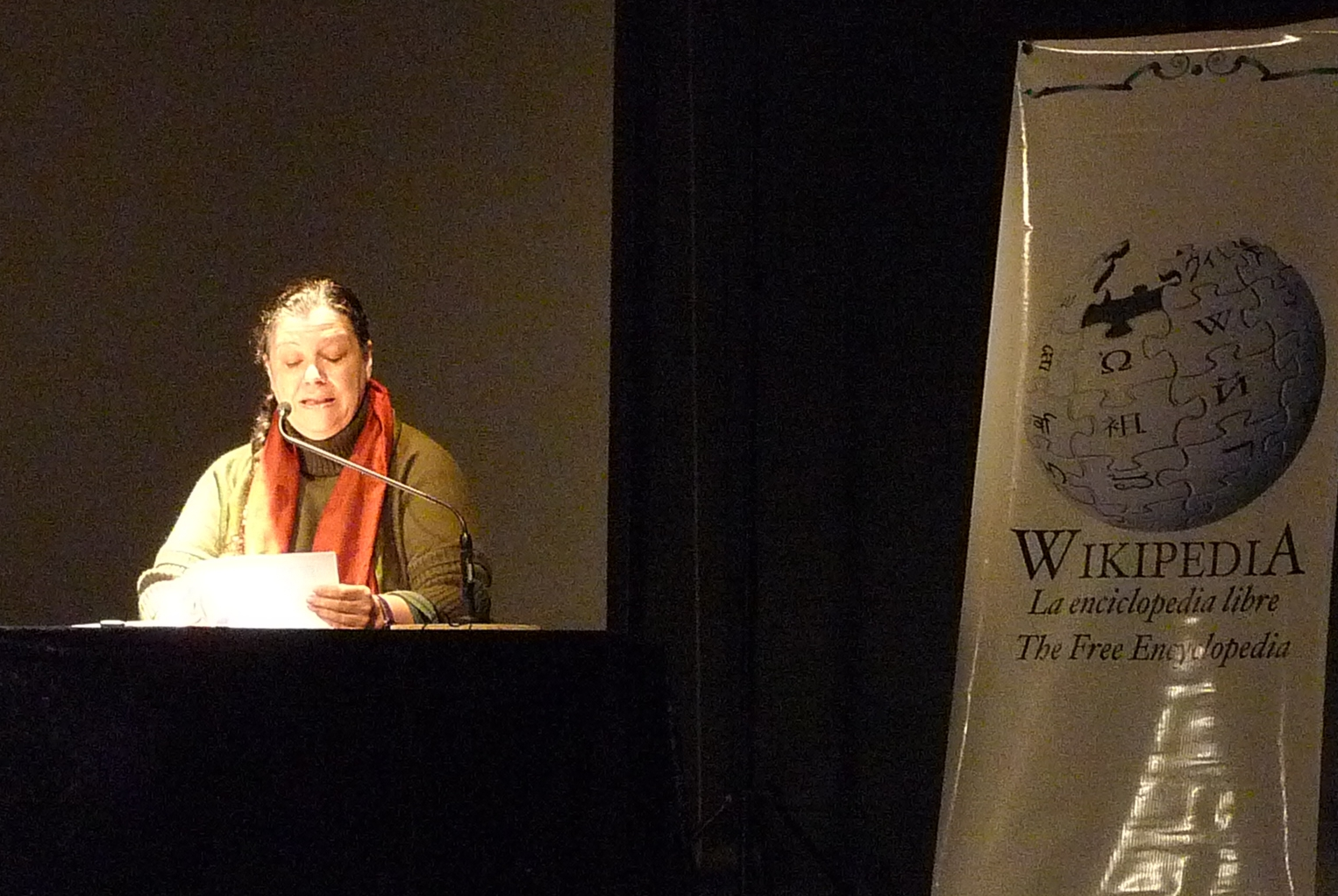
Diana Maffía presenta su ponencia en la conferencia sobre WikiGénero en Buenos Aires (Argentina), 26 de mayo de 2012.

Es autora de numerosos libros y artículos:
- Búsquedas de sentido para una nueva política, en colaboración con Elisa Carrió. Buenos Aires: Paidós, 2005.
- Lohana Berkins y Claudia Korol (compiladoras): Diálogo: prostitución/ trabajo sexual: las protagonistas hablan.
- Instituto Hannah Arendt: La concepción del poder desde las mujeres. Foro de líderes mujeres políticas de Latinoamérica: Buenos Aires, 4 y 5 de noviembre de 2004. Buenos Aires: Instituto Hannah Arendt, e International IDEA (Institute for Democracy and Electoral Assistance), 2005. Participan Dora Barrancos, Patricia Bullrich, Elisa Carrió y María Eugenia Estensoro y Diana Maffía, entre otras.
- Diana Maffía: Sexualidades migrantes género y transgénero.
- Jorge Horacio Raíces Montero (compilador), Lohana Berkins, Liliana Hendel, Curtis E. Hinkle, Emiliano Litardo, Diana Maffía, Alejandro Modarelli, Pedro Paradiso Sottile, Iñaki Regueiro de Giacomi: Un cuerpo: mil sexos (intersexualidades). Buenos Aires: Topía, 2009.
- Maffía, D. (2006). Aborto no punible: ¿Qué dice la ley argentina?. En Checa, S. (Comp.). Realidades y coyunturas del aborto. Entre el derecho y la necesidad. Buenos Aires: Paidós.
- Maffía, D. (2008). Contra las dicotomías: Feminismo y epistemología crítica. Seminario de epistemología feminista, Facultad de Filosofía y Letras, Universidad de Buenos Aires.

## Controversias
La Dra. Diana Maffía ha sido una figura controvertida dentro del ámbito político y académico argentino, especialmente por su militancia activa en temas vinculados al feminismo radical, la legalización del aborto y la ideología de género.